# Electrodomèstic

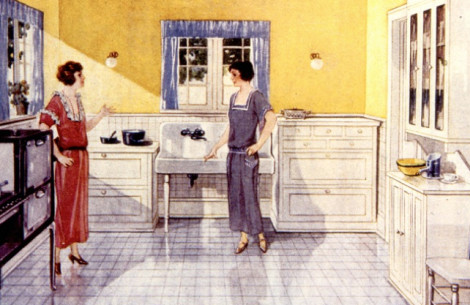
Representació d'una cuina l'any 1920

Etiqueta europea d'energia consumida (versió 2011)

Un electrodomèstic és una màquina o aparell que ajuda a realitzar i agilitzar algunes tasques domèstiques en la rutina diària. Un electrodomèstic pot utilitzar-se per a barrejar, triturar, conservar, calentar o refredar el menjar. A més d'aquells que preparen els nostres aliments, també es consideren com electrodomèstics els televisors, telèfons i equips de so. En la gran majoria els electrodomèstics funcionen amb electricitat.

## Història

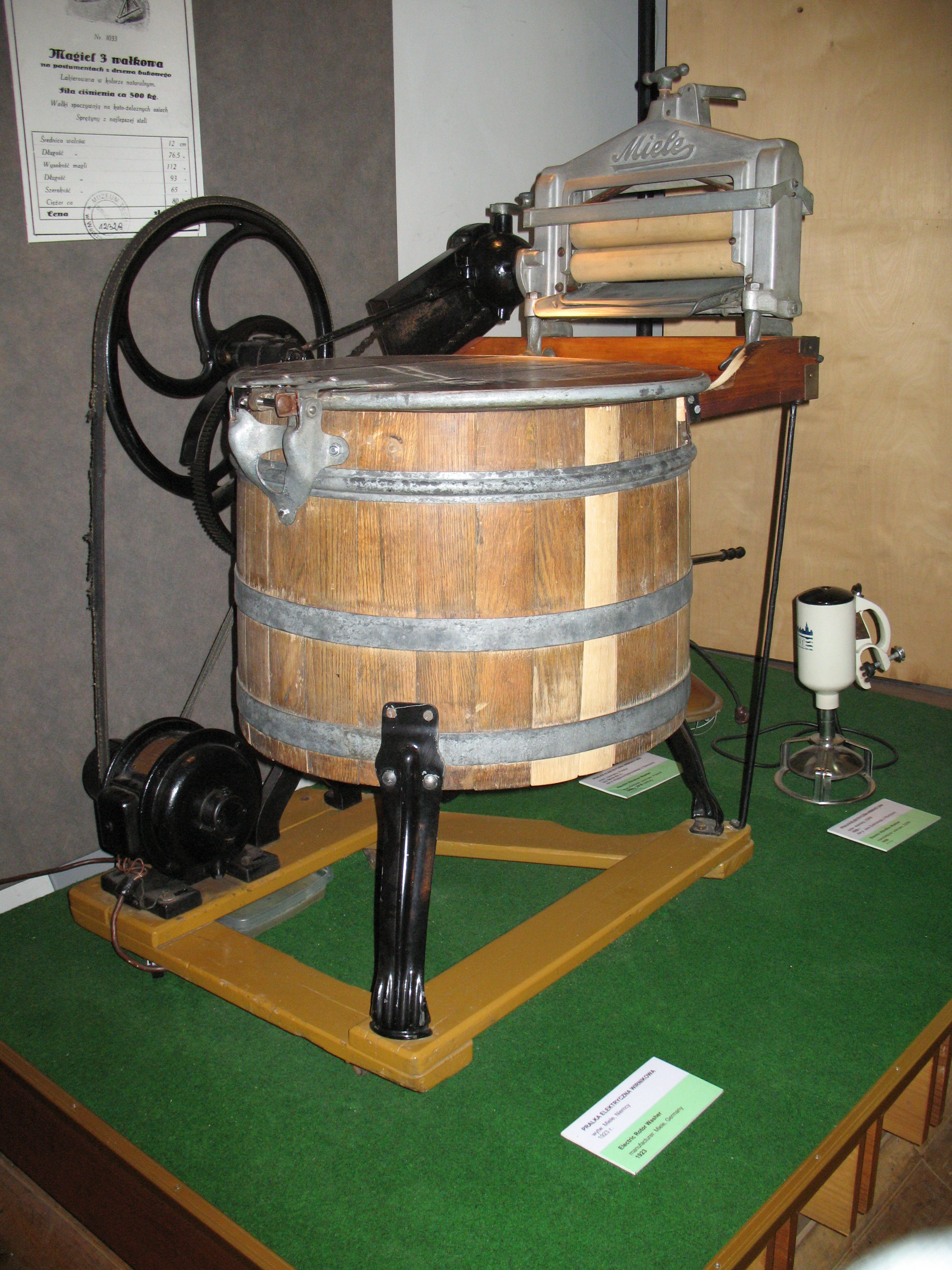
Rentadora elèctrica Miele de 1923

Els electrodomèstics van aparèixer a principis del segle XX als Estats Units. En un segle d'evolució, la cuina es va convertir en una habitació de la casa on les innovacions van ser importants, revolucionant les arts domèstiques. Amb l'estesa de l'electricitat a les llars en la dècada de 1920 ja es disposava de planxes, rentadores i aspiradores, i van aparèixer les primeres versions de neveres però eren massa cares per tenir una gran distribució. En les dècades de 1960 i 1970 les cuines estan cada cop més organitzades i observem l'aparició dels primers taulells individuals on s'hi encasten els primers electrodomèstics com la rentadora. Les dècades de 1980 i 1990 van estar marcades pel progrés tècnic dels electrodomèstics, en particular pel control de les olors. També es caracteritzen per la personalització dels dispositius i en particular pels seus colors i formes. La dècada de 2010 marca l'aparició dels electrodomèstics en l'àmbit dels objectes connectats.

## Tipus
Segons la funció, els electrodomèstics es divideixen en tres línies:
- Línia marró: són aquells aparells que tenen a veure amb l'audiovisual i serveixen bàsicament per al lleure, com ara la televisió, la ràdio, etc.
- Línia blanca: són els electrodomèstics que serveixen per a rentar o bé es troben a la cuina, com ara la nevera o frigorífic, el rentaplats, el forn microones, l'aire condicionat, etc.
- Línia grisa: són els estris i màquines relacionats amb la informàtica, com ara l'ordinador personal i els seus perifèrics: impressora, etc.

Segons la mida els classifiquem com:
- Grans electrodomèstics, com ara la rentadora o llavadora, el frigorífic, l'assecadora, el rentaplats o escuradora, l'aparell d'aire condicionat, etc.
- Petits electrodomèstics, com ara la maquineta d'afaitar, l'assecador de cabells, el raspall de dents elèctric, la cafetera, la batedora, la liquadora, l'aspiradora, el ventilador, el robot de cuina, el molinet de cafè, la Thermomix, etc.

## Connexió en xarxa dels electrodomèstics
Actualment hi ha una tendència a connectar en xarxa els electrodomèstics i a combinar els seus controls i funcions clau. Això ajuda a optimitzar els temps requerits per a fer les tasques i reduïr el consum energètic. Per exemple, la distribució d'energia es podria gestionar de manera més uniforme de manera que quan una rentadora estigui encesa un forn pugui entrar en un mode de suspensió o d'inici retardat, o viceversa. O bé, una rentadora i una assecadora de roba podrien compartir informació sobre les característiques de càrrega (lleugera, normal o plena) i sincronitzar els seus temps d'acabat perquè la roba mullada no hagi d'esperar abans de posar-se a l'assecadora.
A més, alguns fabricants d'electrodomèstics estan començant ràpidament a col·locar maquinari que permet la connectivitat a Internet als electrodomèstics per permetre el control remot, l'automatització, la comunicació amb altres electrodomèstics i més funcionalitats que permeten cuinar connectades. L'ús del Wifi i en diversos casos bluetooth poden ser claus per a connectar entre si els diferents electrodomèstics.

## Etiqueta energètica

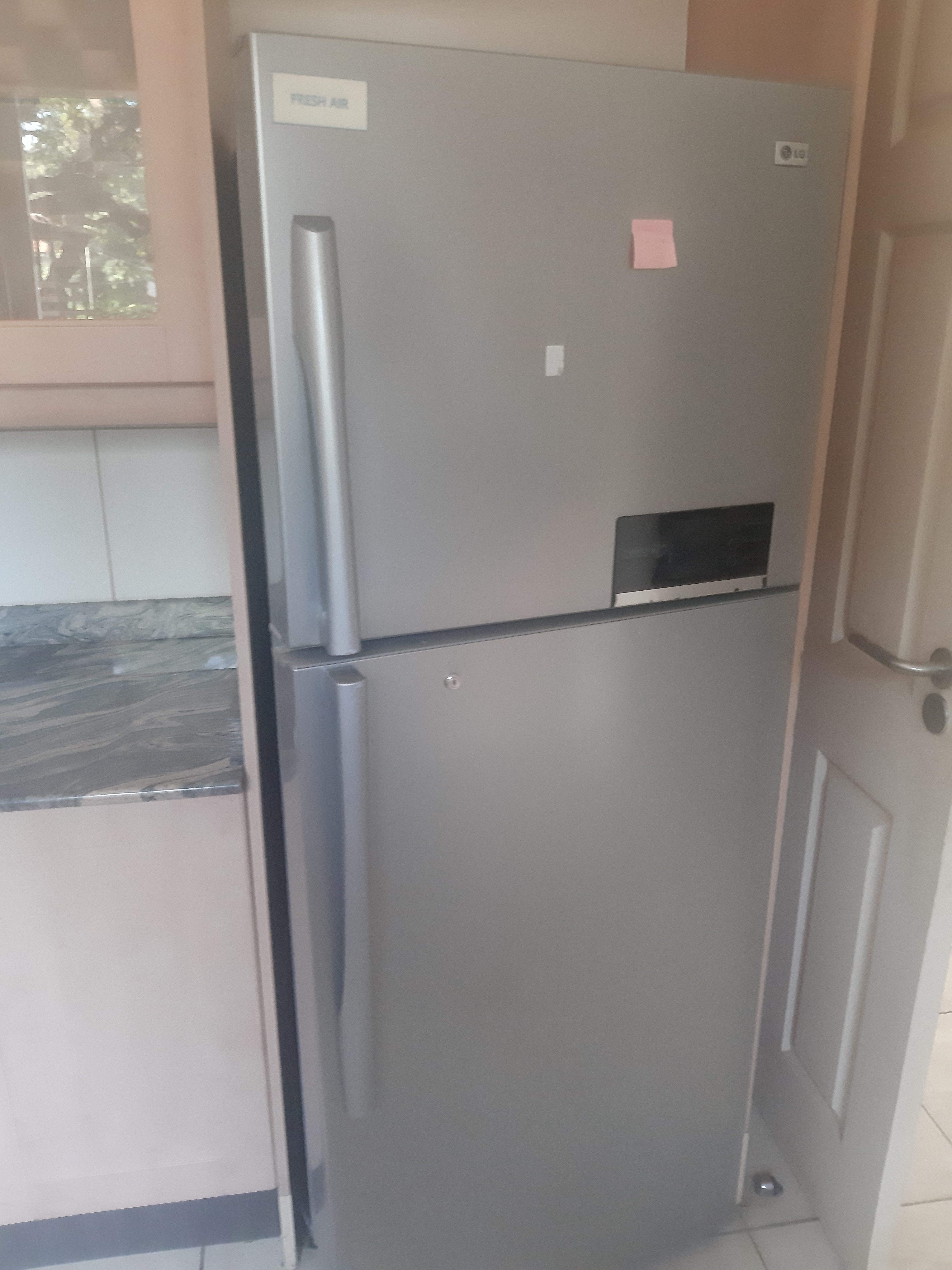
Nevera

Segons la directiva 92/75/CEE del Consell de data 22 de setembre de 1992, la major part dels electrodomèstics i làmpades elèctriques han de dur una etiqueta energètica, una eina informativa que indica la quantitat d'energia que consumeix un electrodomèstic i l'eficiència amb què utilitza aquesta energia, a més d'altres dades complementàries de l'aparell. Existeixen set classes d'etiquetes energètiques que es tipifiquen, en funció dels consums elèctrics, en diferents colors i amb lletres de l'abecedari de la A (més eficient) fins a la G (menys eficient). D'aquesta manera, els usuaris poden valorar i comparar al mateix moment de la compra el rendiment energètic dels diferents models d'un mateix tipus d'electrodomèstic. Les comparacions únicament es poden fer entre electrodomèstics del mateix tipus. Per exemple, no és comparable el consum elèctric d'una rentadora de classe A amb el d'un rentavaixella de la mateixa classe, però sí amb el d'una altra rentadora de classe C. L'etiqueta ha d'estar sempre visible en l'aparell exposat. En els casos de vendes per catàleg, per Internet o per qualsevol altre mitjans.
Els electrodomèstics que, segons la normativa de la Unió Europea, han de portar obligatòriament etiqueta energètica són els següents: frigorífics, congeladors i aparells combinats, rentadores, assecadores i renta-assecadores, rentaplats, fonts de llum, aparells d'aire condicionat, forns elèctrics, escalfadors d'aigua i altres aparells que emmagatzemin aigua calenta.